# Václav Pantaleon Kirwitzer
Václav Pantaleon Kirwitzer (1588 Kadaň – 22. května 1626, Macao) byl astronom a jezuitský misionář.

## Mládí
Kirwitzer se narodil v Kadani v protestantské měšťanské rodině, původem z nedalekých Krbic po nichž členové rodu nesli i své jméno "Kürbitzer/Kirwitzer", tj. Krbičtí. V mládí konvertoval ke katolictví a studoval na jezuitské koleji v Olomouci, kde jeho nadání, zvláště v přírodních vědách, vyvolalo pozornost jeho učitelů. V roce 1606 se v Brně stal novicem jezuitského řádu. Záhy byl povolán do Říma, aby se stal členem Římské koleje. Jako člen této koleje se pak měl možnost v roce 1611 zúčastnit rozpravy s Galileem jednající o otázkách heliocentrického a geocentrického systému. Tyto diskuse přispěly k oslabení tehdy panujícího geocentrického (ptolemaiovského) chápání vesmíru ve prospěch systému heliocentrického (koperníkovského).

## Misijní cesta
Po nedlouhé době, kdy působil jako profesor matematiky v rakouském Grazu a portugalské Coimbře se Kirwitzer vydává s dalšími misionáři mimo jiné i s Nicolasem Trigaultem na misijní cestu do Číny. Jejich loď Bom Jesus dorazila do indické Goy v říjnu 1618. Cesta lodí z Portugalska kolem pobřeží Afriky do Indie byla mimořádně strastiplná, přežilo ji jen 8 z původních 22 misionářů, mezi nimi Johann Schall von Bell a Johann Schreck. Kirwitzer po krátkém pobytu v Goe pokračoval ve své cestě dál do čínského Macaa, kde 22. května 1626 zemřel (jiné zdroje uvádějí jako místo úmrtí japonské Meako, dnešní Kjóto).

## Vědecká činnost
Během své misijní cesty pokračoval Kirwitzer v astronomických pozorováních a zůstal v kontaktu se Schallem von Bell, jenž připravoval reformu čínského kalendáře a později se stal ředitelem Imperiální observatoře a matematické školy v Pekingu. Kirwitzerova pozorování komet byla publikována v díle Observationes cometarum anni 1618 factæ in India Orientali a quibusdam S. J. mathematicis in Sinense regnum navigantibus vydaném v Aschaffenburgu v roce 1620. Mezi další díla patří Literae de Martyrio p. Joannis Bapt. Machadi soc. Jesu, qui anno 1617 in Japonia passus est (1622) a Annuae litterae e Sinis datae Macao 28. Nov. et 27. Oct. 1625.

## Kirwitzerovy dny
Jako pocta památce V. P. Kirwitzera jsou v Kadani každoročně pořádány Kirwitzerovy dny, tvořené sérií popularizačních přednášek s cestopisnou a vědeckou tematikou, jejichž duchovním přesah má rozvíjet dialog mezi vědci, teology a filozofy. Mezi účastníky byli např. prof. Jan Palouš, prof. Stanislav Komárek, prof. Jaroslav Petr, prof. Eugen Strouhal, prof. Jan Sokol, prof. Petr Vopěnka, prof. Josef Krob, prof. Jaroslav Mokrý, doc. Jan Kirschner a mnozí další.